# Vlucht naar de top
Vlucht naar de top (originele titel The Running Man) is een sciencefictionverhaal uit 1982 van de Amerikaanse schrijver Stephen King, geschreven onder de naam Richard Bachman. Op dit verhaal is later de film "The Running Man" gebaseerd, met Arnold Schwarzenegger in de hoofdrol.

## Het verhaal
Het verhaal speelt zich af in de duistere vervuilde wereld van de toekomst. In de Verenigde Staten beheerst het Netwerk (een mediacorporatie) de overheid uit naam van grote bedrijven, zoals het machtige General Atomics. Vervuilingsbeperkingen, werknemersbescherming en milieuregels zijn opgeheven, verschillen tussen de kleine rijke bovenklasse en de grote arme onderklasse zijn groter dan ooit, analfabetisme is hoog en racisme en criminaliteit beheersen het openbare leven. Het Netwerk beheerst de Free-Vee -uitzendingen (een soort 3D-televisie) en houdt de mensen dom. 
Benjamin Richards is werkloos en zijn dochtertje Cassie heeft longontsteking. Zijn vrouw Stacy ziet zich gedwongen zich te prostitueren om aan geld voor medicijnen te komen. Ben heeft een negatieve staat van dienst opgebouwd bij zijn werkgever General Atomics door te veel kritiek te leveren en kan nergens meer fatsoenlijk werk vinden. Ben besluit zich uit wanhoop aan te melden bij de Quiz.
Hij gaat met honderd andere kandidaat-deelnemers een selectietraject in voor deelname aan de verschillende sadistische quizprogramma's, zoals Tredmolen voor Dollars (waarin hartpatiënten in een tredmolen gezet worden), Graaf je Graf of Met Krokodillen in Bad. Ben Richards wordt vanwege zijn bovengemiddelde gezondheid, slimheid en manier van reageren gezien als een voor het Netwerk gevaarlijk persoon. Hierdoor wordt hij geselecteerd voor Vlucht naar de top. Een spelshow waarbij er nog nooit iemand gewonnen heeft.
Producer Damon Killian legt hem uit wat de bedoeling is. Ben wordt aan het publiek gepresenteerd, om vervolgens op straat te worden gezet. Na 12 uur begint de "jacht", en worden de Hunters en de politie achter hem aangestuurd. Ook tipgevers kunnen een beloning krijgen. Voor ieder uur op vrije voeten krijgt Bens vrouw 100 dollar. Ben mag gaan waar hij naartoe wil, mits hij maar iedere dag twee cassettes van 10 minuten opneemt met een draagbare camera en die naar de studio stuurt. Killian verzekert hem dat het poststempel niet wordt misbruikt om Ben te vinden, maar Ben gelooft dat niet. Als Ben 30 dagen uit handen van zijn achtervolgers blijft zal hij een miljard dollar winnen. Binnen deze 30 dagen is hij vogelvrij en kan hij overal verlinkt en gedood worden. Tot dusver is nog niemand 30 dagen uit handen van de Hunters gebleven.
Ben wordt aan het publiek gepresenteerd, gedemoniseerd en zwartgemaakt (met behulp van bewerkte foto´s) en vrijgelaten. Na een vermomming te hebben aangeschaft vlucht hij naar New York en vandaar naar Boston. In Boston wordt hij bijna ingesloten door de Hunters in de YMCA en ontsnapt door het gebouw in brand te zetten. Via de riolen bereikt hij een getto, waar de mensen aan hem onthullen dat de luchtvervuiling zo erg is dat zelfs kinderen longkanker krijgen. Bibliotheken zijn niet meer publiek, en via Free-Vee wordt het plebs domgehouden. Wie kritiek heeft, zoals Ben, wordt monddood en werkloos gemaakt. Ben probeert de FV-kijkers via de cassettes de waarheid te vertellen, maar zijn boodschappen worden nagesynchroniseerd. Dit heeft echter alleen effect bij de rijke bovenklasse, terwijl de arme onderlaag Ben als kampioen begint te zien en tekenen van ongehoorzaamheid te vertonen.
Wanneer Ben onderduikt wordt hij verraden en al snel is hij op de vlucht voor de politie. Hij neemt echter een gijzelaar. Hij weet zich, omsingeld en wel, aan boord van een vliegtuig te bluffen, en laat de piloot terugvliegen naar Harding. Kilian maakt echter contact met de boordradio en vertelt hem dat hij de vindingrijkste kandidaat is die ze ooit gehad hadden en biedt hem de baan van hoofd-Hunter aan. Als Ben zijn vrouw en kind ter sprake brengt, onthult Kilian dat ze al tien dagen dood zijn; vermoord tijdens een inbraak.
Benjamin, die nu niets meer te verliezen heeft, doet alsof hij het aanbod accepteert. Vervolgens vermoordt hij de piloten die in werkelijkheid agenten zijn, laat zijn gijzelaar met een parachute het vliegtuig verlaten en stuurt het vliegtuig recht op het Quizgebouw af. Het laatste wat Kilian vanuit zijn kantoor ziet is een aanstormend vliegtuig, met in een fractie van een seconde Ben Richards die zijn middelvinger opsteekt.

## Achtergrond
Vlucht naar de top is een van de vijf boeken die King van 1977 tot en met 1984 schreef als Richard Bachman voor hij werd ontmaskerd als de man die achter dit pseudoniem schuilging. King baseerde later een van zijn boeken, The Dark Half, op deze onthulling.
In zijn memoires On Writing: A Memoir of the Craft uit 2002, vermeldt King dat hij Vlucht naar de top in een week tijd schreef. Dit in tegenstelling tot zijn gemiddelde schrijfsnelheid van 2000 woorden, of tien pagina's, per dag.
De verfilming verschilt sterk van het boek. Volgens King was de protagonist uit het boek ook heel anders dan de manier waarop Arnold Schwarzenegger hem speelde in de verfilming.